# Le Mariage de l'aînée
Pour plus de détails, voir Fiche technique et Distribution.
Le Mariage de l'aînée ou Un mariage bourgeois est un film muet français réalisé par Louis Feuillade, sorti en 1911.
Ce court métrage fait partie de la série La Vie telle qu'elle est.

## Fiche technique
- Titre : Le Mariage de l'aînée
- Titre alternatif : Un mariage bourgeois
- Réalisation : Louis Feuillade
- Scénario : Louis Feuillade
- Photographie : Georges Guérin
- Société de production : Société des Établissements L. Gaumont
- Pays de production :  France
- Langue : film muet avec les intertitres  en français
- Format : Noir et blanc — 35 mm — 1,33:1 — Muet
- Métrage : 370 mètres
- Genre : Film dramatique
- Durée : 12 minutes et 20 secondes
- Dates de sortie :
  - France : 1911

## Distribution
- René Navarre
- Paul Manson
- Renée Carl